# Carel Struycken
Carel Hubert Struycken (Den Haag, 30 juli 1948) is een Nederlandse filmacteur die in een aantal Amerikaanse films speelde. Hij is een van de succesvolste Nederlanders in Hollywood.
Struycken heeft zijn succes onder meer te danken aan zijn uiterlijk. Hij is 2,13 meter lang en buitengewoon mager en hij heeft een langwerpig smal gezicht met diepliggende ogen. Dit gecombineerd met zijn zware Nederlandse accent maakt dat hij regelmatig gecast wordt als excentriek personage in films en series die van de geëffende paden afwijken. Struycken speelt meestal bijrollen zonder tekst. Hij zegt hier zelf over: "Ze hebben gemerkt dat ik niet goed kan acteren".
Zijn lengte is het gevolg van acromegalie, een aandoening aan de hypofyse waaraan hij geopereerd is.

## Biografie
Struycken verhuisde op vierjarige leeftijd naar Curaçao. Toen hij zestien was, keerde hij terug naar Nederland om daar een opleiding tot schrijver en regisseur te volgen, na het behalen van zijn HBS-B diploma aan het Nederlandsch Lyceum. Hij droomde ervan om filmregisseur te worden, maar hij had weinig vertrouwen in de Nederlandse filmindustrie. Na zijn afstuderen in 1973 aan de Filmacademie vertrok hij naar Hollywood in de hoop daar door te breken als regisseur.
Onverwacht werd hij gecast voor de film Sergeant Pepper's Lonely Hearts Club Band (1978), gebaseerd op het nummer van de The Beatles. Struycken liep in Los Angeles op de kruising van Hollywood Boulevard en Vine Street, toen er een auto voor hem stopte en een vrouw uitstapte die riep: "We need you for a movie!" ("We hebben je nodig voor een film!"). Struycken kreeg de rol van The Brute en speelde in de film naast onder meer Peter Frampton, de Bee Gees, Steve Martin en Alice Cooper.
De rol was een opmaat voor verschillende buitenissige rollen. Struycken speelde regelmatig reuzen of monsters, onder meer in Die Laughing (1980), The Prey (1984), Ewoks: The Battle for Endor (1985), The Witches of Eastwick (1987), de televisieserie St. Elsewhere en Men in Black. In Servants of Twilight (1991) speelt hij de rol van een psychopaat die lid is van een sekte op zoek naar de Antichrist. Hij speelde The Giant in de televisieserie Twin Peaks en Lurch in The Addams Family (1991) en Addams Family Values (1993). Ook was hij te zien in Star Trek: The Next Generation als Mr. Homn, de vrijwel altijd zwijgende bediende van Lwaxana Troi, de moeder van Deanna Troi. Hij speelde gastrollen in Charmed, My Name Is Earl en The Blacklist.
In 2004 had Struycken een rol in de Nederlandse serie De Erfenis. Hij was ook te zien in een reclame voor chocoladehagelslag van Venz. Struycken had in 2008 een rol in de Nederlandse speelfilm Sinterklaas en het Geheim van het Grote Boek van regisseur Martijn van Nellestijn.
Behalve acteur was hij in de filmbusiness als schrijver en producer actief. Hij schreef mee aan Go West, Young Man (1980), waarin hij tevens een rol had. Tevens speelde hij een rol in de videoclip van het nummer A.D.I.D.A.S. van de band Korn.
Struycken is geïnteresseerd in het maken van low-budget-projecten die een mengeling van media gebruiken, zoals het non-lineaire karakter van het internet met video en grafische elementen. De werktitel van zijn meest recente project is Paleolithic Revival: Het videoproject heeft als doel om het contrast tussen het hunter/gatherer (jager/verzamelaar) en het neolithisch bewustzijn weer te geven. Dit met het idee dat we nu aan het dwangbuis van het neolithisch tijdperk aan het ontsnappen zijn en dat bijvoorbeeld de diverse fundamentalistische stromingen een laatste stuiptrekking daarvan zijn. Struycken is ook actief als fotograaf en is gespecialiseerd in Spherical Panoramas. Voorbeelden daarvan, onder andere van de Pieterskerk in Leiden, zijn te zien op de website die hij daarvoor ontworpen heeft.

## Persoonlijk
Struycken is een principieel vegetariër en houdt van tuinieren. Hij is getrouwd met een Amerikaanse en woont met zijn gezin in Los Angeles. De broer van Struycken is beeldend kunstenaar Peter Struycken en zijn oom is voormalig minister Teun Struycken, die zelf de grootvader is van de huidig en gelijknamige staatssecretaris voor Rechtsbescherming Teun Struycken.

## Filmografie
- Doctor Sleep (2019)
- Gerald's Game (2017)
- Twin Peaks (2017)
- The Blacklist (2014)
- Sinterklaas en het Geheim van het Grote Boek (2008)
- Revamped (2007)
- The Fallen Ones (2005)
- Fatal Kiss (2002)
- Science Fiction (2002)
- The Vampire Hunters Club (2001)
- Tinnef (2000)
- Enemy Action (1999)
- Addams Family Reunion (1998)
- I Woke Up Early the Day I Died (1998)
- Men in Black (1997)
- Oblivion 2: Backlash (1996)
- Out There (1995)
- Under the Hula Moon (1995)
- Oblivion (1994)
- Addams Family Values (1993)
- Journey to the Center of the Earth (1993)
- The Addams Family (1991)
- Servants of Twilight (1991)
- Framed (1990)
- Twin Peaks (1990)
- Night of the Kickfighters (1988)
- The Witches of Eastwick (1987)
- Ewoks: The Battle for Endor (1985)
- The Prey (1984)
- Die Laughing (1980)
- Go West, Young Man (1980)
- Sgt. Pepper's Lonely Hearts Club Band (1978)